# Bomolocha melaleuca
Bomolocha melaleuca är en fjärilsart som beskrevs av Druce 1901. Bomolocha melaleuca ingår i släktet Bomolocha och familjen nattflyn. Inga underarter finns listade i Catalogue of Life.